# Генеральная счётная комиссия
Генеральная счётная комиссия — финансово-ревизионный орган, который наряду с Генеральной казённой канцелярией был создан правительством Российской империи для установления контроля над Гетманщиной. Комиссия основана в 1734 году при организации Правления гетманского правительства, она контролировала и ревизовала разложения налогов по полкам и сотням и процесс поступления денег от них, взыскания недоимок. С этой целью собирала ежемесячные сведения от 10 полковых комиссаров, полковых счётных комиссий (1742-1776), 20 комиссаров по сбору «рублевого состава» (1765-1782); проверяла доходы от ранговых имений и государственных имений, следила за оборотом денег и материальных ресурсов. В течение 1750-1765 годов работала как ревизионный орган Гетманщины, подчиненный сначала непосредственно гетману, а с 1760 года — генеральному казначею. С осени 1765 года подчинена 2-й Малороссийской коллегии. Отменена в 1782 году в связи с введением наместничества.